# 潘克拉辛
潘克拉辛（英語：Pankration，發音：/pænˈkreɪti.ɒn, -ʃən/，發音：[paŋkráti.on]，希臘文拉丁轉寫：Pankrátion）是一項西元前648年引進古希臘奧林匹克運動會的徒手格鬥運動，簡言之即古希臘式搏擊。參賽者不僅使用拳擊和摔跤兩種格鬥技能，還採取踢技、擒抱、關節技，還有寢技等其他武術招法，比賽規模類似今日綜合格鬥，但卻相當殘暴。這術語源自古希臘文παγκράτιον（pankrátion），意思是“all of power（全部的力量）”，來自 παν-，（pan-），意即：“all-／所有的”,和 κράτος，（krátos），意即：“strength／力量、might／氣力、power／本領”兩個希臘字彙組成。
古奧會「重點賽事」基本上就是三個技擊項目。古希臘拳擊雖然殘酷，卻被視為一項公平的運動。其宗旨是相互尊重和公平競爭受到時人重視。摔跤於西元前708年納入比賽，仍然被視為一項崇高的運動。三種賽事對照，前二者與潘克拉辛相較遜色許多，它不像其他現代格鬥運動那樣有重量級別劃分；也沒有時間限制，比賽直到兩個對手中的一方投降才會結束。習練潘克拉辛的武人英文寫作“Pankratiast”，意思就是潘克拉辛格鬥士，潘克拉辛「不像比賽卻近似決鬥」，無法讓現代文明社會接納，但它可是古奧會最激烈也備受推崇的賽事，這項運動充分體現古希臘思想中“阿睿提（羅馬化：Arete）”的概念──「阿睿提」象徵著生活各個方面的卓越，包括體能和心智的強大。不單是潘克拉辛，對當時所有運動員而言，訓練就是通往阿睿提的道路，這也是希臘體育的終極目標。
關於潘克拉辛的沿革（比試、競賽）和武術訓練層面，其現存資料非常少，很難再做出更精確陳述。據信，亞歷山卓圖書館的毀滅導致大量文獻紀錄化為烏有，後世人們對此拳藝知之甚微。

## 定義
所謂潘克拉辛在亞里士多德《修辭學·第一卷第五章》（Ρητορική Α 5-14, 1361β）中對其定義如下：
|  | ὁ δὲ θλίβειν καὶ κατέχειν παλαιστικός, ὁ δὲ ὦσαι τῇ πληγῇ πυκτικός, ὁ δ' ἀμφοτέροις τούτοις παγκρατιαστικός |

英譯參考：
|  | he who can grip and hold down is good at wrestling; he who can drive an adversary from his ground with the right blow is a good boxer: he who can do both the last is a good pancratiast |

中譯（依據英譯部分）：
|  | 能夠抓住並壓制對手者擅長摔跤；賽場上能夠擊倒對手者乃優秀拳家：能夠兩藝通曉者實為最佳潘克拉辛格鬥士 |

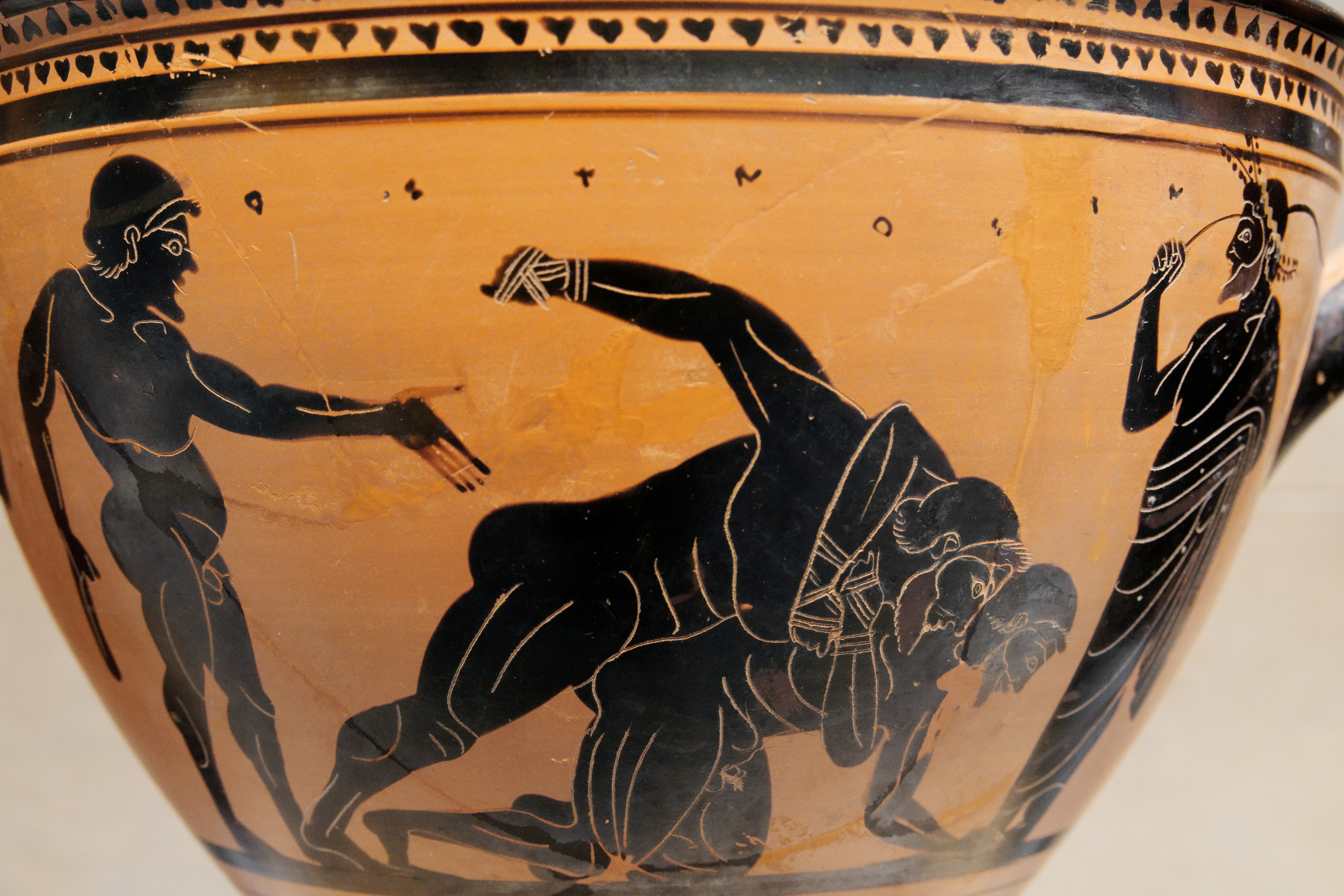
兩位拳擊出身（手上纏綁皮條）的潘克拉辛格鬥士在教練注視下進行地面纏鬥，其中一人使出抱頭摔，另一格鬥士試圖掙脫。阿提卡双耳大饮杯人物彩繪A面，约西元前500年。

羅馬史上享有「哲學家皇帝」美譽的馬可·奧理略曾言：
|  | all sports entertain; Pankration builds morale. |

中譯：
|  | 一切運動皆為娛樂；而潘克拉辛則能鼓舞士氣。 |

上述這段話完美詮釋潘克拉辛對羅馬軍人意義何在。
這項運動也可以被理解為武術；就中國人角度審視，它是「古希臘搏擊術」，一種歐洲發展的古老拳藝，貌似散打，但它卻多了寢技內容。
潘克拉辛曾一度被誤認成今日綜合格鬥先驅。

## 緣起

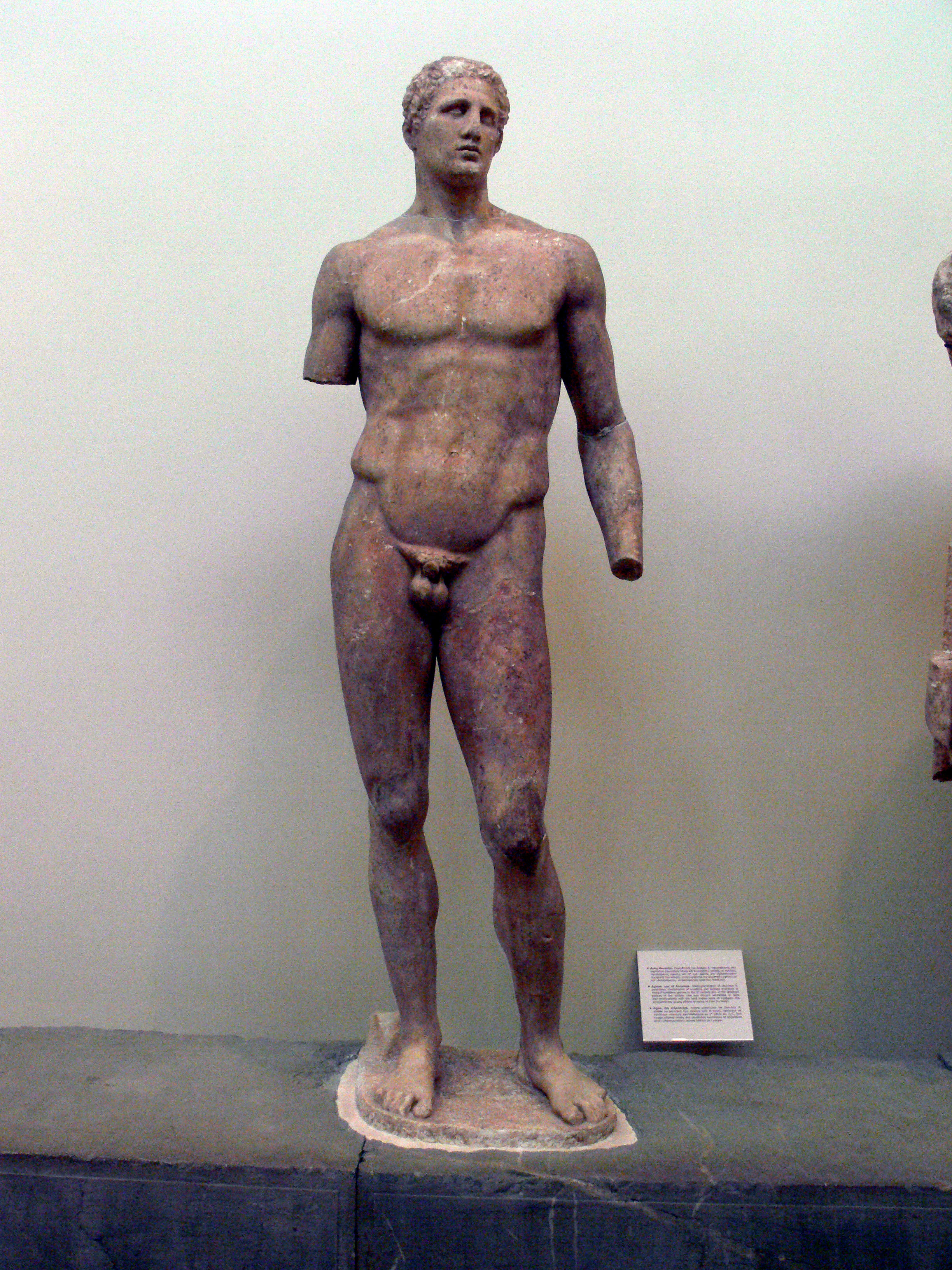
阿基亞斯（Agias）大理石雕像，他是阿克諾紐斯（Acnonius）之子，曾蟬聯三屆泛希臘運動會潘克拉辛冠軍。這座雕像安放在道喬斯家族還願物第三個位置。高：2米（6呎7吋）。

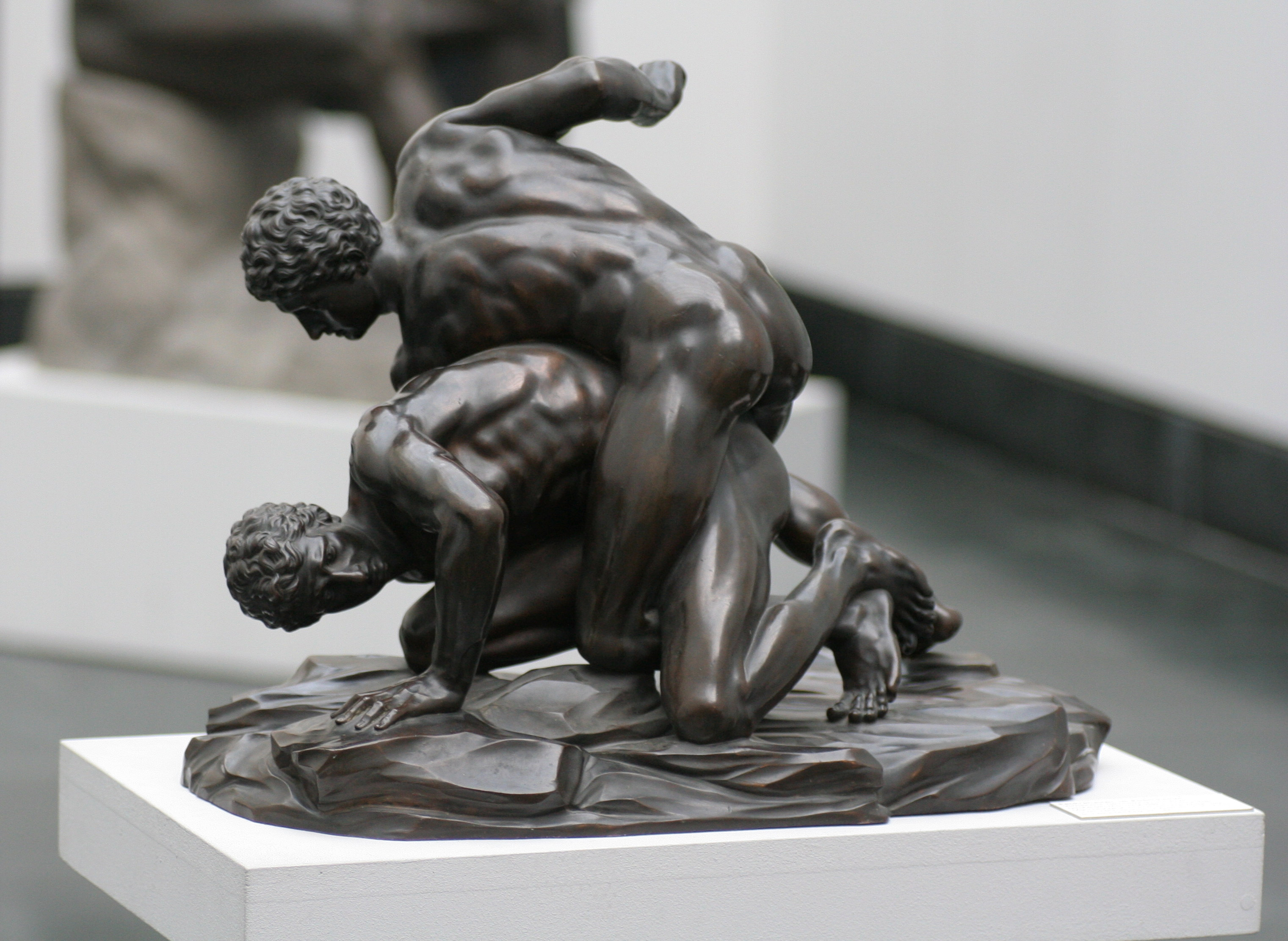
潘克拉辛經典技法「肩鎖（shoulder lock）」。圖中雕塑為縮小版黑色大理石仿製品，該件原型其年代可追溯到西元前三世紀的希臘，它於1900年左右重鑄。今藏德國州立古典珍品陳列館。

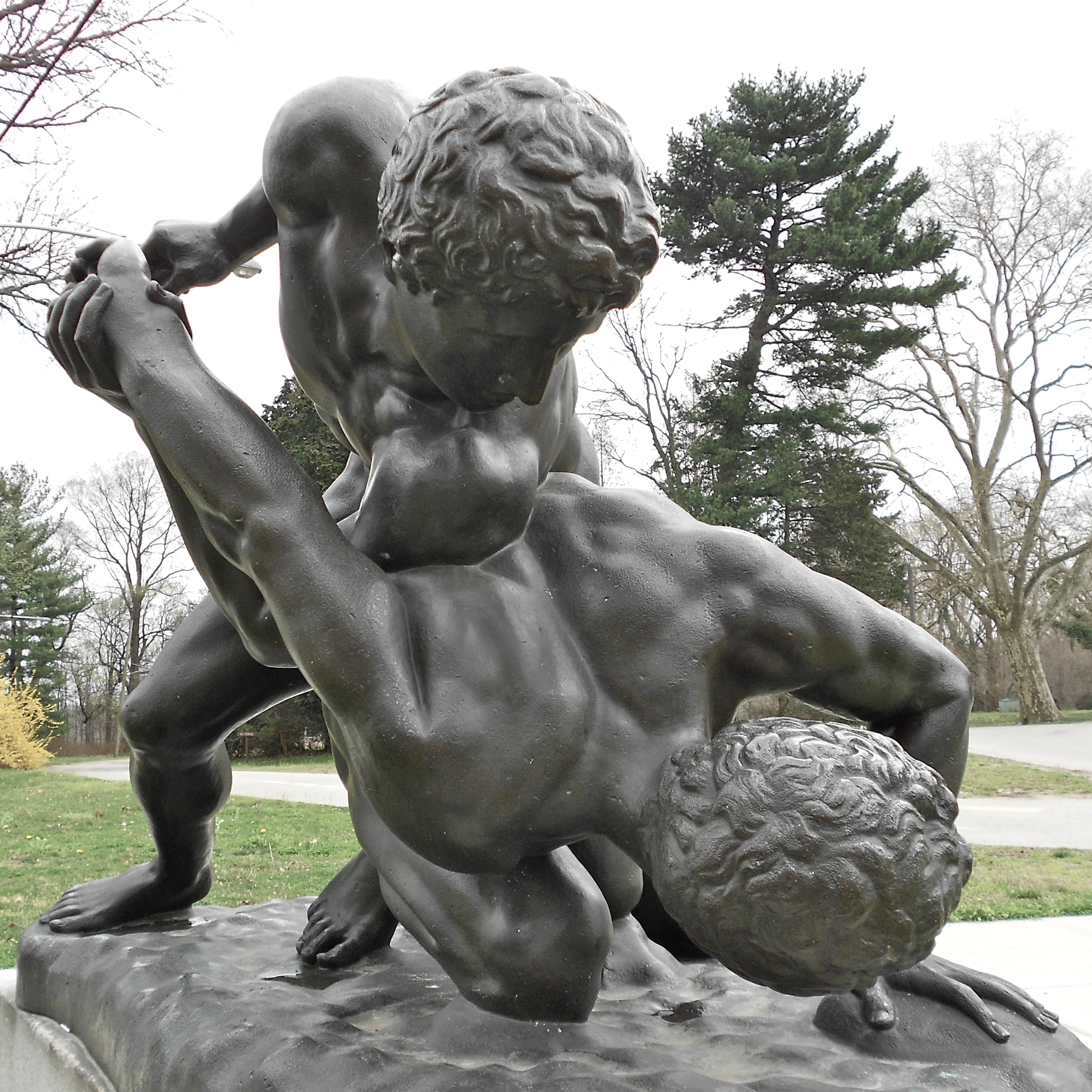
潘克拉辛格鬥士雕塑，根據翡冷翠保存古代原件的仿製品，1885年重新鑄造，被放置於費城園藝中心費爾蒙特公園內。

古希臘以其燦爛歷史和對世界貢獻豐富文化而聞名。從哲學、科學、雕刻到建築，希臘在人類文明史上留下了不可磨滅的印記。然而，他們文化中有常被忽視的一個面向就是傳統武術，尤其被稱為「潘克拉辛」這種古老格鬥運動，因為缺乏許多史料來源，學術研究很難做出詳細的陳述，導致後世中西方學者幾乎很少提及。

### 神話傳說
根據希臘神話所述，英雄赫拉克勒斯和忒修斯他們與敵手對抗中同時運用摔跤以及拳擊技能，從而創立了潘克拉辛。據說忒修斯曾在一場摔跤比賽以潘克拉辛擊敗厄琉息斯的刻耳庫翁，這是他通往雅典航道上其中一項試煉，也在迷宮內用相同武藝打倒牛頭怪，忒修斯這項武藝是雅典娜女神所教導，並再傳授人們。而赫拉克勒斯則從古代藝術品中常見祂被描繪使出潘克拉辛絕技制服尼米亞獅子，前者說法根據保薩尼亞斯；後者則出自普魯塔克描述。這種與神話連結的起源說更增添其吸引力，因為潘克拉辛被視為對運動員體力和神恩的考驗，顯然地它強調了這門武藝背後有更神聖因素存在。
於此情況下，潘克拉辛又稱之為或（ or ）, 意即“total combat（渾身解數）”，由，, “all-（所有）”亦或“total（全面）”，以及，“matter（事物）”組成。一詞較古老，後來使用率遠低於。

### 歷史發展
神話英雄肇始說難免牽強，相對於今人而言不足採信。若從歷史發展脈絡追溯，較可能出現確切證據。主流學術觀點認為潘克拉辛發端於西元前七世紀的希臘社會；隨著人們對透過格鬥運動施展更多技法的希求日益提升，潘克拉辛體現出拳擊和摔跤無法企及的“全方位較量（total contest）”那種態勢。然而，有證據顯示潘克拉辛無論是競技亦或搏鬥形式，可能早在西元前2000年就在希臘流傳。
傳揚於上古時代之潘克拉辛亦即結合拳擊（/ – /）跟摔跤（ – ）兩種搏鬥術的一項賽事，同時還允許施展其他招數，比如腿法、擒拿術，由此创设出類似今日綜合格鬥比賽那種包羅武術四大技能（踢打摔拿）的運動。有史料證明，儘管比賽場合以拳腳擊倒（knockouts）對手獲勝很常見，但大多數潘克拉辛比賽卻是用摔跤技法壓制對手來決定勝負（以降伏技或關節技令對手屈從）；希臘人兩千多年前就驗證今日中國拳王徐燦那句至理名言：“街鬥遇见摔跤手，拳王也得绕道走”。可說潘克拉辛格鬥士本身就是技藝精湛的摔跤手，擅長運用摔倒（takedowns）、絞技和關節技各種招數。在激烈情況下，潘克拉辛競技過程甚至會造成其中一名選手死亡，而僅存者則被判定勝出。故此，1896年現代奧運创建伊始，除潘克拉辛外，多數古代奧運體育項目獲得恢復，而不考慮設立這種殘暴性賽事主因，里昂大主教皮埃爾-赫克托·庫利埃向現代奧運會發起人皮耶·德·古柏坦正式宣布恢復奧運活動，他還表示：：“We accept all events to be reinstated, except Pankration.（唯除潘克拉辛，我們贊同恢復所有奧運賽事。）”，從這聲明得知它已被認定為一種野蠻活動，此觀點至今仍影響著人們對綜合格鬥的看法；像是英国医學会曾經呼吁禁止綜合格鬥運動；從今日眼光看待潘克拉辛或綜合格鬥，很大程度違反體育精神。事實上，潘克拉辛發展歷程中，由於競技場內發生過許多參賽者死亡事件，約西元前200年之後，如果裁判認為較技中出現一名或兩名運動員有生命危險之虞，他們有權終止比賽。

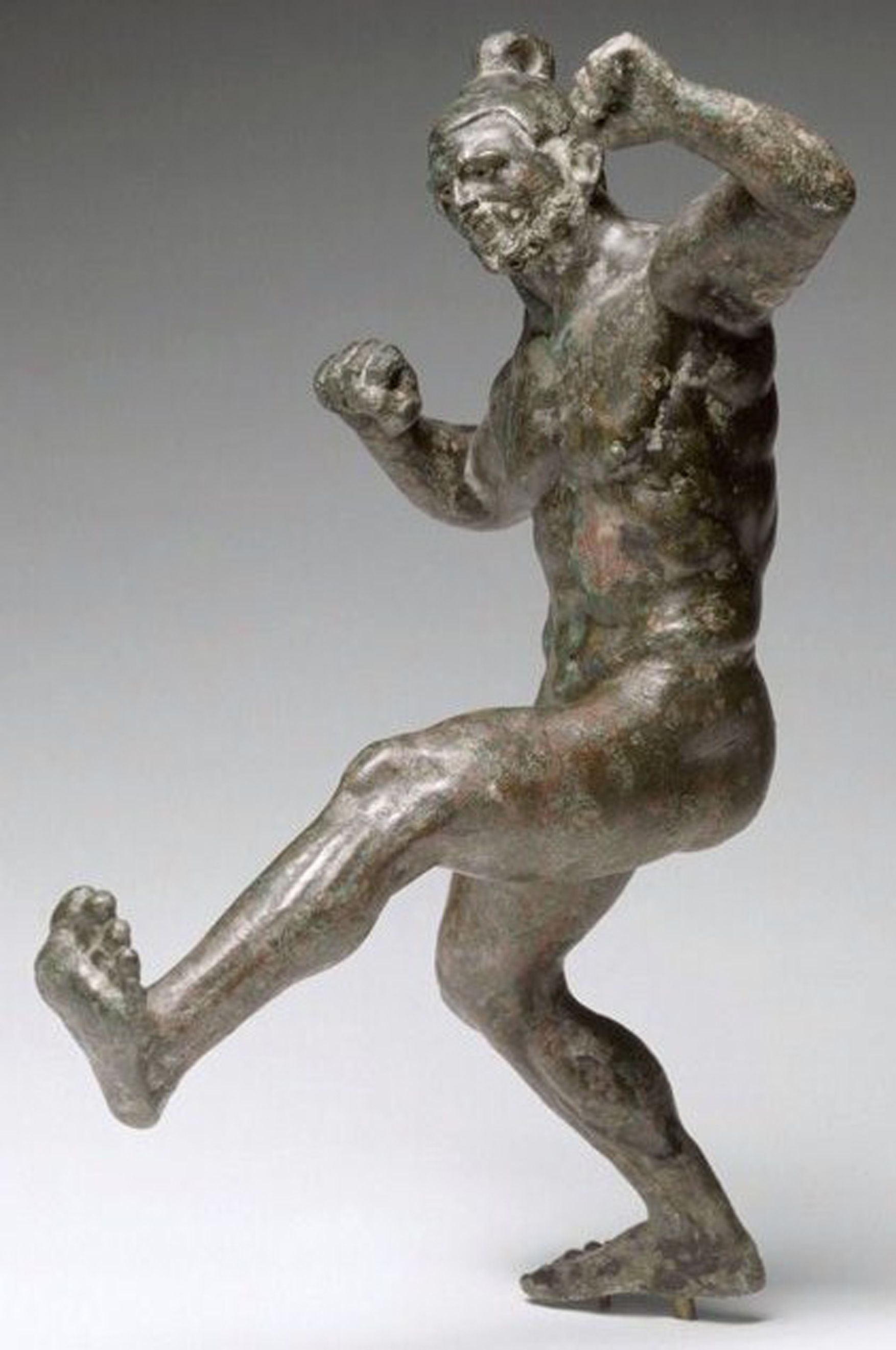
潘克拉辛格鬥士施展蹬腿小雕像。

然而，這門武藝昔日還被士兵用於保家衛國。換句話說，古希臘時代潘克拉辛並非僅是一項技擊運動；它還是希臘士兵軍事訓練課程之一──包括著名的斯巴達重裝步兵和亞歷山大大帝麾下馬其頓方陣皆有拳腳操演。據悉，溫泉關戰役中斯巴達人的劍與矛斷裂後，便採取赤手空拳和牙咬方式進行戰鬥。希羅多德提到西元前479年希臘人和波斯人在伊奧尼亞爆發的米卡勒战役中，希臘聯軍以雅典人戰鬥能力最優秀，而雅典人裡表現最為出色者是一位武藝高強的潘克拉辛格鬥士──歐提努斯（Euthynus）之子赫莫利庫斯（Hermolycus）。马其顿作家波利艾努斯（Polyaemus）也记载亞歷山大大帝父親腓力二世，他曾與一位潘克拉辛格鬥士进行喂招，偕同兵勇則一旁觀摩；而亞歷山大大帝本人亦高度讚賞這門格鬥技藝，他招募軍隊時即優先延攬擅此藝者，認為接受過潘克拉辛訓練的士兵是部隊中堅。
古希臘時代，武術旨在訓練士兵應對殘酷戰爭中兵器可能會發生毀損、丟失的情況，此刻須仰賴徒手搏鬥才有一線生機之可能。使得潘克拉辛成為實用且不可或缺的生存技能。當時城邦林立，彼此因利益導致干戈；而小國寡民的政體型態下，每個公民都須履行捍衛國家義務。那時代，連哲學家也是戰士，出身貴族家庭的柏拉圖年輕時就是一位摔跤手，他更是潘克拉辛格鬥士。本名為亞里斯多克勒斯（Aristokles），他的摔跤師傅阿爾戈斯的阿里斯頓（Ariston of Argos）因其體格健壯而給他起了個綽號叫“Platon”（意為“寬肩〔broad shouldered〕”）；然而這個說法可能是杜撰，當代學術界普遍不認可。
另一方面，古希臘人是信仰虔敬的民族，膜拜十二神之外，還衍生祭祀英雄傳統；古奧會發展伊始本具濃郁宗教色彩，他們認為每一項運動規則皆由一位神明或英雄制定，而有的運動員會在死後被奉為英雄受世人敬仰，最著名例子就是薩索斯島的提阿根尼斯，他曾獲得潘克拉辛與拳擊雙料冠軍；總的來說由戰爭、宗教種種因緣促成古希臘民族尚武風氣的形成。
古代潘克拉辛格鬥士的英勇事蹟在希臘體育史上堪稱傳奇。關於昔日冠軍傳說不勝枚舉，這些人被視為無敵的存在。阿里希翁、迪奧希普、斯科圖薩的波呂達瑪斯以及提阿根尼斯（古希臘同名現象普遍，西元一世紀後通常稱他為薩索斯島的提阿根尼斯，予以確認）都是最受認可的名流。他們克服種種困難所取得偉大功績就是古希臘競技史上最鼓舞人心的成就之一，並在數個世紀的時間裡激勵著希臘世界；西元二世紀羅馬時代的希臘地理學家兼旅行家保薩尼亞斯，在著作《希臘志》中也為後世人們重述這些故事。
迪奧希普（Διώξιππος）是在西元前336年贏得奧運潘克拉辛冠軍的雅典人，並服役於亞歷山大大帝遠征亞洲軍隊中。他作為一名受人敬仰潘克拉辛格鬥士，自然而然地成為了亞歷山大大帝圈子裡的要員。此等背景下，他接受了亞歷山大麾下精兵之一考瓦古（Κόραγος）的挑戰，約定在亞歷山大與其軍隊面前進行武裝對決。該場比試馬其頓人和亞歷山大都支持考瓦古，而希臘人則站在迪奧希普那方。考瓦古全副武裝：身著昂貴鎧甲，手持兵器包括標槍、薩里沙長矛，腰間配掛希臘短劍，另一邊迪奧希普則赤身裸體，身上塗滿油僅拿一根中等大小棍棒配合其精湛潘克拉辛拳藝準備出擊。這場比試被視作近乎一場神祇間的較量，由於考瓦古壯碩體格和閃亮盔甲令人望而生畏，人們認為他是阿瑞斯化身；而迪奧希普武功高強、訓練有素，並且選擇棍棒作為武器，則像極了赫拉克勒斯。兩人體格都一樣魁梧且力大無窮，決鬥過程中，考瓦古向迪奧希普投擲標槍，但被巧妙地躲開，當他試圖揮舞長矛時，迪奧希普用棍棒將之打斷，最後考瓦古拔劍之際，迪奧希普迅速運用潘克拉辛招數將這位馬其頓戰士摔倒。占有器械優勢的考瓦古反被打敗，迪奧希普將腳踩在考瓦古的喉嚨處，亞歷山大及時出面阻止，命令獲勝者放過考瓦古性命，迪奧希普才沒有將其擊殺。然而，這位格鬥士此舉無意間徹底羞辱到君王及馬其頓人顏面，後來迪奧希普遭誣陷盜竊被迫自戕。

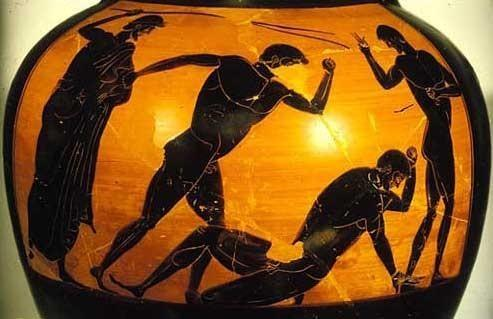
泛雅典娜雙耳瓶上的潘克拉辛格鬥士彩繪，約西元前490年，柏林國立博物館藏。

還有一則是比試結果出現扭轉現象的離奇賽事，一位叫菲加利亚的阿里希翁格鬥士，儘管已於賽中身亡，卻在古奧會上贏得潘克拉辛冠軍。他的對手使出鎖喉技欲令其窒息，阿里希翁拼命想掙脫及破招，結果扭斷了對手的腳趾（有些記錄說是腳踝）。對手幾乎痛得昏了過去，不得不屈服。當裁判抬起阿里希翁的手時，人們發現他已死於鎖喉。他的遺體被戴上橄欖花環，被奉為英雄送回菲加利亞。
保薩尼亞斯曾提到一位來自梅薩納的摔角手列昂提斯庫斯。他寫道：列昂提斯庫斯摔跤技法和西庫翁人索司特拉圖斯（Sostratus）的潘克拉辛招數類似，因為列昂提斯庫斯於摔技窍诀掌握上不甚嫻熟；而是使用掰彎競敵手指的技巧取勝。
羅馬帝國時代，羅馬人將希臘格鬥運動納入他們競技賽中。西元393年，信奉基督教的帝國東部皇帝狄奧多西一世（西元394年–395年才統治整個帝國）下令廢止潘克拉辛、角鬥士競賽，以及一切異教慶典。西元399年，境內角鬥士學校正式關閉，最終西元404年皇帝霍諾里烏斯正式廢除角鬥士比賽，依附羅馬競技的潘克拉辛傳承就此結束。值得商榷的是「人們決不可能捨棄賴以求生的技能」，羅馬皇帝廢除角鬥競技出於宗教因素，空手搏鬥武藝在冷兵器時代完全失傳機率很小，那時代軍人除了兵器訓練仍須搭配拳腳的操演；作為古希臘人徒手格鬥希求應運而生的潘克拉辛，發軔於西元前648年，直到西元393年而消亡，能考察的年代斷限一共是1041年，這歷史階段之後便銷聲匿跡，主要原因是缺乏文獻記載；然而也有證據表明，潘克拉辛以地下活動模式延續到西元六世紀。

## 腳註
1. ↑  Pankration在英語文獻還有Pangration、Pancration兩種寫法。
2. ↑  學術性立場視作「奧林匹亞競技大會」，當時比賽項目除了體育之外，也設立詩歌、戲劇、音樂等文藝項目比賽，不能偏頗稱呼「奧林匹克運動會」。
3. ↑  Pankratiast涵義接近中文的搏擊手、武術家等相類似詞彙。
4. ↑  武術源自神話人物創立說法並不獨見於希臘，印度武術卡拉里帕亞特被認為是由武聖帕蘇阿瑪（英语：Parashurama）所創。
5. ↑  、，還有三個希臘字彙基本上引申義為「搏鬥」，無法直接照字面意思做解讀。
6. ↑  此處所提及乃是古希臘時代的拳擊、摔跤，這兩項武藝論規則和使用招法來看與現代奧運會同名者風格大異其趣。
7. ↑  綜合格鬥運動傷害以撕裂傷、骨折、腦震盪為主。

## 引用
1. 1 2 3  Georgiou, Andreas V. .   [2016-01-23]. （原始内容存档于30 January 2016）.
2. ↑  . Liddell, Henry George; Scott, Robert; A Greek–English Lexicon at the Perseus Project. .   [21 February 2021]. （原始内容存档于7 February 2022）..
3. 1 2 3  .   [2025-07-14]. （原始内容存档于2025-07-22）.
4. 1 2  Pankration: A Deadly Martial Art Form from Ancient Greece
5. 1 2  Ancient Greek Martial Art ‘Pankration’ and Its Influence on MMA
6. ↑  Rhetoric
7. ↑  .   [2025-07-21]. （原始内容存档于2025-06-13）.
8. ↑  .   [19 June 2021]. （原始内容存档于18 June 2021）.
9. ↑  .   [2025-06-29]. （原始内容存档于2025-06-29）.
10. ↑  Dervenis, Kostas. . Nektarios Lykiardopoulos, Michael J. Pantelides. Rochester: Inner Traditions International, Limited. 2007: chapter 2. ISBN 978-1-59477-740-0. OCLC 1085169623.
11. ↑  Poliakoff, Michael. . Frankfurt: Hain. 1986. ISBN 9783445024879.
12. ↑  Poliakoff, Combat Sport in the Ancient World 的存檔，存档日期7 February 2022.
13. ↑  Georgiou, Andreas V. . pankration.info.   [11 January 2016]. （原始内容存档于22 April 2013）.
14. ↑  Pankration: Modern MMA
15. ↑  .   [2025-06-29]. （原始内容存档于2025-06-29）.
16. ↑  Philostratus, Gymnastikos 11
17. ↑  Herodotus, The Histories 的存檔，存档日期6 February 2021., 9.105
18. ↑  Notopoulos 1939，第135–145頁.
19. ↑  Nails 2002，第243頁.
20. ↑  Guthrie 1986，p. 12 (footnote).
21. ↑  Waterfield 2023.
22. ↑  Pausanias, Description of Greece 的存檔，存档日期23 July 2020.
23. ↑  Quintus Curtius Rufus, "The History of Alexander", Penguin Classics (c) 2004, pg. 229
24. ↑  Brophy, Robert H. . The American Journal of Philology. 1978, 99 (3): 363–390. ISSN 0002-9475. JSTOR 293747. PMID 16411322. doi:10.2307/293747.
25. ↑  .   [21 February 2021]. （原始内容存档于21 October 2020）.
26. ↑  Schmitz, Leonhard. . John Murray  (编). . London: 857‑858. 1875  [19 February 2021]. （原始内容存档于1 June 2022）.
27. ↑  .   [2025-07-27]. （原始内容存档于2022-09-04）.

## 外部連結
- "Pankration" or "Pancration" matches （页面存档备份，存于） – Perseus Digital Library（英语：Perseus Digital Library）, Tufts University（英语：Tufts University）
- International Federation of Pankration Athlima （页面存档备份，存于）